# Ренов, Эдуард Николаевич
Эдуард Николаевич Ренов (род. 25 августа 1938, Парабель, Новосибирская область) — советский и российский юрист, судья, ученый правовед, кандидат юридических наук, профессор, Государственный советник юстиции 1 класса, заслуженный юрист Российской Федерации, Заместитель Председателя Высшего Арбитражного Суда Российской Федерации в отставке.

## Биография
Родился 25 августа 1938 года в селе Парабель Нарымского округа Новосибирской области.
В 1957 году окончил Свердловское техническое училище № 2, а в 1964 году — Свердловский юридический институт. А в 1970 году — аспирантуру Свердловского юридического института.
В 1970—1971 гг. работал в должности заместителя директора Свердловского Академического театра оперы и балета им. А. В. Луначарского.
В 1972 году защитил кандидатскую диссертацию на тему: «Организационно-правовое положение государственных театральных предприятий в СССР».
С 1972 года по 1990 год работал на должности доцента Свердловского юридического института и Высшей партийной школы в городе Свердловске.
В 1990 году перешел на работу в Министерство культуры СССР.
28 сентября 1990 года Постановлением Совета Министров СССР назначен Заместителем Министра культуры СССР.
5 июня 1992 был назначен на должность заместителя Директора Российского агентства интеллектуальной собственности при Президенте Российской Федерации.
С 1994 года по 1997 год работал в должности заместителя Генерального Директора, начальника Правового управления Открытого акционерного общества "Федеральная контрактная корпорация «Росконтракт».
В 1998 году был назначен на пост Первого заместителя Министерства юстиции РФ.
В 2000 году назначен на должность Заместителя Председателя Высшего Арбитражного Суда Российской Федерации.
С 2005 года в почётной отставке по достижении предельного возраста пребывания в должности федерального судьи.
Имеет высший квалификационный класс судьи.

## Законодательная и научная деятельность
Инициатор и соавтор первого Инициативного авторского проекта закона «Основы законодательства Союза ССР и субъектов федерации о культуре» (1991 г.).
Участвовал в разработке Закона РФ «Об авторском праве и смежных правах» (1993 г.).
Является одним из создателей системы государственной регистрации прав на недвижимое имущество. Принимал непосредственное участие в реализации Федерального закона от 21 июня 1997 г. № 122-ФЗ «О государственной регистрации прав на недвижимое имущество и сделок с ним».
Под редакцией Ренова Э. Н. и в соавторстве вышел в свет постатейный комментарий к Кодексу Российской Федерации об административных правонарушениях (2002 год).
Автор научных работ в области административного права и проблем государственного управления.

## Награды и поощрения
- Почетное звание «Заслуженный юрист Российской Федерации»[12] (31 августа 1998 г.) — за заслуги в укреплении законности и многолетнюю добросовестную работу.

- Медаль Анатолия Кони (1998 г.) — за заслуги в российской юриспруденции.

- Медаль I степени «За заслуги перед судебной системой Российской Федерации».

- Медаль «В память 850-летия Москвы» (25 февраля 1997 г.).

- Медаль «25 лет арбитражным судам Российской Федерации» (05 декабря 2017 г.) — за большой личный вклад в развитие системы арбитражных судов Российской Федерации, проведению мероприятий, способствующих совершенствованию и развитию арбитражных судов Российской Федерации, их эффективному функционированию, обеспечению доступности и открытости правосудия.

- Медаль Министерства юстиции Российской Федерации «За усердие» I степени (24 января 2001 г. № 88-12).

- Лауреат премии имени В. А. Туманова (2021 г.)[13].

- Медаль «100 лет Верховному Суду России» (20 апреля 2022 г.)[14]

### Поощрения Президента и Правительства Российской Федерации
- Благодарственное письмо Президента Российской Федерации (17 июля 2014 г.) — за активное и плодотворное участие в работе Специальной экзаменационной комиссии по приему квалификационного экзамена на должность судьи Верховного Суда Российской Федерации.

- Почетная Грамота Правительства Российской Федерации[15] (20 августа 1998 г.) — за большой личный вклад в обеспечение правовой политики государства и многолетний добросовестный труд.

## Семья
Супруга — Ренова Ирина Вениаминовна, преподаватель фортепиано, концертмейстер. В браке с 1965 года.
Дочь — Ренова Ольга Эдуардовна, юрист.
Внучка — Ренова Анна Игоревна, студентка МГУ.

## Увлечения
Горные лыжи, болельщик футбольной команды «Торпедо» Москва, театр, чтение художественной, мемуарной и публицистической литературы, эстрадное чтение стихов.